# Касеро (Анкона)
Касеро је насеље у Италији у округу Анкона, региону Марке.
Према процени из 2011. у насељу је живело 113 становника. Насеље се налази на надморској висини од 115 м.